# Microhyla marmorata
Microhyla marmorata é uma espécie de anfíbio da família Microhylidae.
Pode ser encontrada nos seguintes países: Laos e Vietname.
Os seus habitats naturais são: florestas subtropicais ou tropicais húmidas de baixa altitude, regiões subtropicais ou tropicais húmidas de alta altitude e rios.
Está ameaçada por perda de habitat.